# Chiesa di San Martino (Canterbury)
La chiesa di San Martino si trova a Canterbury, spostata leggermente rispetto al centro cittadino, ed è la più vecchia chiesa parrocchiale inglese usata fino ad oggi senza interruzioni.
San Martino fu la cappella privata della regina Bertha del Kent nel sesto secolo prima dell'arrivo di sant'Agostino da Roma. Bertha era una cristiana al momento dell'arrivo in Inghilterra con il suo cappellano, il vescovo Liudhard, e del re Ethelbert, suo marito, che le permise di proseguire a praticare la sua religione in una vecchia chiesa che il Venerabile Beda diceva essere creata nel periodo romano ma caduta in disuso. C'è una buona possibilità che la chiesa di San Martino sia proprio quella chiesa. Alcuni ritrovamenti provano che la cristianità esisteva in questa regione in quel periodo, e la chiesa contiene mattoni romani o spolia non usati. Il suo aspetto, però, non è esattamente romano e potrebbe essere stata costruita poco dopo la partenza dei romani, all'inizio della migrazione anglosassone della metà del quarto secolo.
Il giardino della chiesa contiene le tombe di molte famiglie locali importanti e di personaggi famosi quali Thomas Sidney Cooper, RA (artista) e Mary Tourtel, creatrice di Rupert Bear.
La chiesa possiede una forte tradizione musicale fin dal tempo di san'Agostino. La prima domenica di ogni mese avviene un ritrovo musicale in cui si esibisce un quartetto vocale, l'attuale Direttore Musicale è Peter Litman.